# Paradiscopus
Paradiscopus is een kevergeslacht uit de familie van de boktorren (Cerambycidae). De wetenschappelijke naam van het geslacht werd voor het eerst geldig gepubliceerd in 1930 door Schwarzer.

## Soorten
Paradiscopus is monotypisch en omvat slechts de volgende soort:
- Paradiscopus maculatus Schwarzer, 1930